# Döbrentei Kornél
Döbrentei Kornél (Pestszentimre, 1946. november 3. –) Kossuth- és József Attila-díjas magyar író, költő, újságíró.

## Élete
Döbrentei Kornél 1946. november 3-án született Döbrentei Kornél és Turcsányi Pálma gyermekeként.
1970-ben fejezte be a Gépjárműközlekedési Technikumot, majd a MÚOSZ Újságíró Iskolában folytatta tanulmányait 1974–1976 között.
1965–66-ban kocsikísérő, segédmunkás és raktáros volt, majd öt évig tengerész. 1967 óta jelennek meg művei. 1972–1989 között üzemi lapoknál volt újságíró. 1989–90-ben az Ötlet munkatársa volt. 1991-től a Hitel rovatvezetője és irodalmi szerkesztője. A Magyar Alkotóművészek Országos Egyesületének választmányi alelnöke, valamint a Magyar Művészeti Akadémia tagja.

## Művei

### Versek
- Skorpió jegyében (1972)
- Szökőév (1979)
- Naplövő (1984)
- Honvágy egy álom után (válogatott és új versek, 1992)
- Vitézeknek való dévaj balladák (1993)
- Rebellis türelem (válogatott versek, 1996)
- Madárpalota (gyermekversek, 1999)
- Nyafikai cicókák (gyermekversek, 2002)
- A nyájak őrzője és más versek (2002)
- Kardélen (2003)
- Mókuskerék a halhatatlansághoz (2005)
- Tartsd meg a sziklát (egybegyűjtött versek 1967–2007, 2008)
- Petrás Mária–Döbrentei Kornél: Zsoltáros ultimátum; Kairosz, Budapest, 2009 + CD
- Ajánlások könyve; Püski, Budapest, 2012
- És mégis; Püski, Budapest, 2014
- Petrás Mária–Döbrentei Kornél: Zsoltáros ultimátum; Kairosz, Budapest, 2014
- A harapófogó öblében. Válogatott versek. 1967–2018; Püski, Budapest, 2018
- Hosszú versek virradása; Püski, Budapest, 2019

### Gyermekregények
- Hangyaúton (1983)
- Tiszóka (1986)
- Hiszékenyke csokit ültet (1987)
- Az első repülés (1988)

### Esszék
- Sötét delelés (1996)
- A hadrafoghatóság ábrándja (2000)
- Vajúdó feltámadás (2002)
- Helybengalopp (2005)
- Magyarországgal Istennek terve van (2006)
- Az igazság merész áhítása; Kairosz, Budapest, 2012
- Júdás mint erkölcsi etalon? Válogatott és új prózai írások, 1969–2015; Felsőmagyarország, Miskolc, 2016

## Díjai, elismerései
- Móricz Zsigmond-ösztöndíj (1980)
- József Attila-díj (1991)
- Kölcsey-díj (1994)
- A Magyar Köztársasági Érdemrend tisztikeresztje (1994)
- Balassi Bálint-emlékkard (1998)
- Báró Eötvös József sajtódíj (2001)
- Benedek István emlékgyűrű (2002)
- Vitézi Rend érdemkeresztje (2002)
- Vitézi Rend Nemzetvédelmi Keresztjének Ezüst Fokozata (2003)
- Alternatív Kossuth-díj (2004)
- Magyarország Babérkoszorúja díj (2019)
- Hit és Hűség - Sinkovits Imre emlékezete díj (2022)[1]
- Magyar Örökség díj (2023)
- Kossuth-díj (2025)[2]